# 小花野青茅
小花野青茅（学名：Deyeuxia neglecta）也称忽略野青茅，为禾本科野青茅属下的一个种。